# Cantone di Dinard
Il Cantone di Dinard era una divisione amministrativa dell'arrondissement di Saint-Malo.
A seguito della riforma approvata con decreto del 18 febbraio 2014, che ha avuto attuazione dopo le elezioni dipartimentali del 2015, è stato soppresso.

## Composizione
Comprendeva i comuni di:
- Dinard
- Le Minihic-sur-Rance
- Pleurtuit
- La Richardais
- Saint-Briac
- Saint-Lunaire